# Perfect Best (X Japan-album)
A Perfect Best az X Japan japán heavymetal-együttes válogatásalbuma, mely 1999. február 24-én jelent meg az Atlantic Records kiadásában és újramaszterelt felvételeket, valamint koncertfelvételeket tartalmaz. A lemez 4. helyezett volt az Oricon slágerlistáján. 1999 márciusában aranylemez lett.

## Számlista
1. lemez
1. Prologue: World Anthem (1993, élő)
2. I'll Kill You
3. Blue Blood (1993, élő)
4. Rusty Nail
5. Say Anything (1995, élő)
6. Vanishing Love
7. Tears
8. Art of Life (Radio Edit Version)
9. Kurenai (Deep Red)
10. Stab Me In The Back (1988, élő)
11. Standing Sex (1993, élő)
12. Dahlia

2. lemez
1. Week End (1995, élő)
2. Sadistic Desire
3. Endless Rain (1993, élő)
4. Forever Love
5. Orgasm (1996, élő)
6. X (1993, élő)
7. The Last Song

3. lemez
1. Interjú Yoshikivel